# Parador San Martín
O Parador San Martín é um dos paradores do Metrotranvía de Mendoza, situado no distrito de Mendoza, entre o Parador Pellegrini e a Estação Godoy Cruz. Administrado pela Empresa Provincial de Transporte de Mendoza (EPTM), faz parte da Linha Verde.
Foi inaugurado em 28 de fevereiro de 2012. Localiza-se no cruzamento da Avenida San Martín com a Rua Anzorena. Atende o bairro Bombal Sur.